# Alta, Utah
Alta este un oraș turistic din comitatul Salt Lake, statul Utah, Statele Unite ale Americii. Este parte a zonei metropolitane a capitalei statului, Salt Lake City, Metropolitan Statistical Area. Populația sa permanentă fusese de 370 de locuitori, conform 2000 census, în ușor declin demografic comparativ cu cei 397 de locuitori, înregistrați în recensământul Uniunii din anul 1990.
Zona de ski Alta (în engleză Alta Ski Area) este o stațiune turistică de iarnă, care atrage peste 500.000 de vizitori anual.  Zona este recunoscută pentru zăpada sa pulverulentă și pentru interzicerea practicării snowboarding-ului.

## Istoric
Alta a fost fondat ca o localitate minieră în 1865 pentru a găzdui minerii minelor Emma, Flagstaff precum și a altor mine de exploatare a argintului din apropiatul canion Little Cottonwood Canyon. Vine masive de argint, precum și existența unor concetrații remarcabile de minereu argentifer din mina Emma a permis proprietarilo originari ai minei să vândă mina în 1871 la prețuri exagerat de mari unor investitori britanici.

## Geografie
Alta se găsește la coordonatele 40°34′51″N 111°38′14″W / 40.580916°N 111.637164°V (40.580916, -111.637164).GR1
Conform datelor colectate și furnizate de United States Census Bureau, localitatea are o suprefață totală de circa 10,5 km2 (sau 4.1 square miles), dintre care 99,75 % este uscat și doar 0.25 % este apă.
Situat la o altitudine de 2.609 metri (corespunzător unei altitudini de 8,560 feet), Alta este orașul situat la cea mai mare altitudine din statul Utah și unul dintre cele situate la cea mai mare altitudine din Statele Unite ale Americii.